# Université des sciences de la santé de Hokkaidō

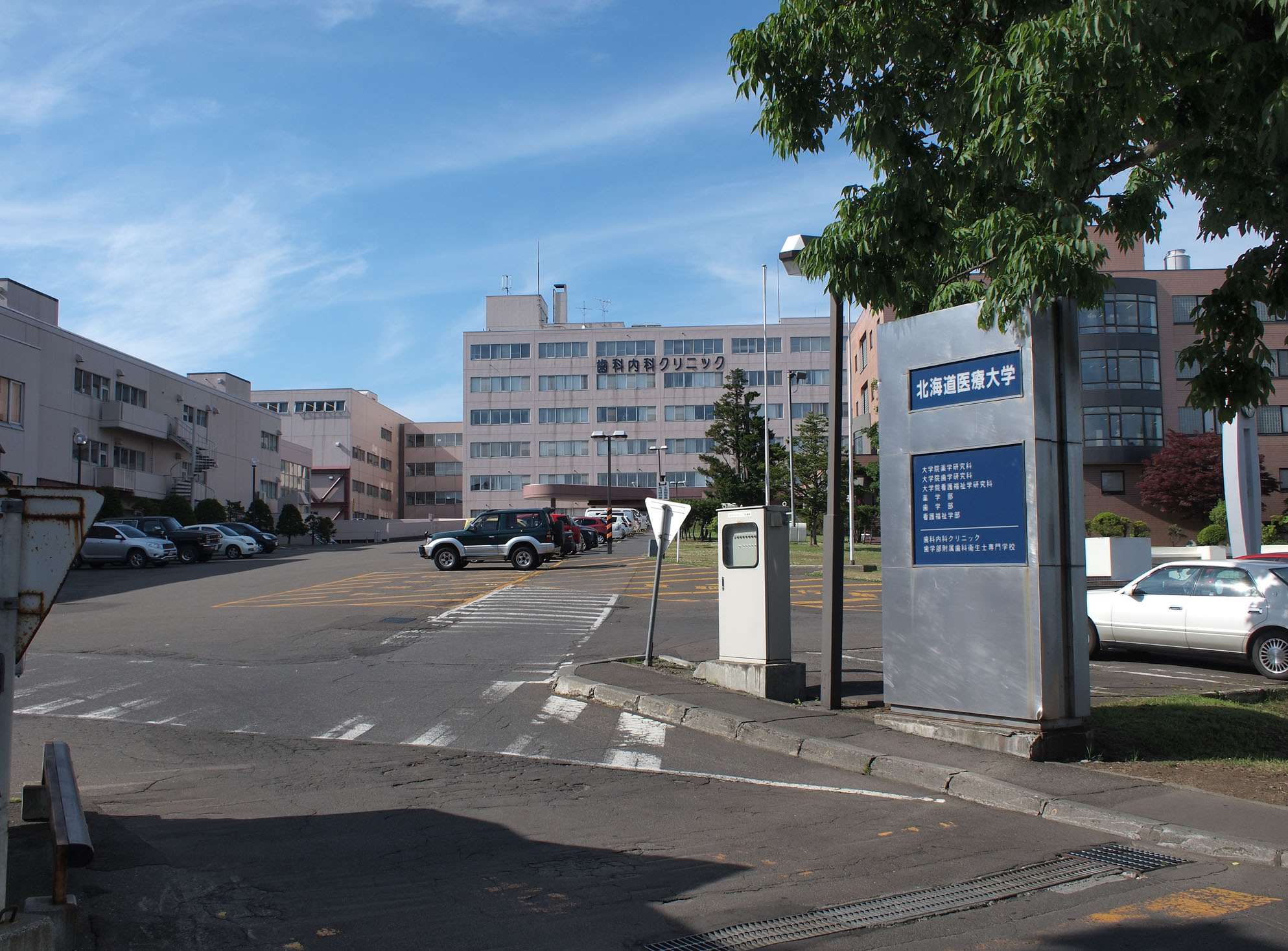
Entrée de l'université

L’Université des sciences de la santé de Hokkaidō (北海道医療大学, Hokkaidō iryō daigaku) est une université privée située à Tōbetsu en Hokkaidō au Japon, fondée en 1974. Le président en est Norio Niikawa depuis 2010.

## Organisation des études
- Pharmacologie
- Odontologie
- Soins infirmiers et services sociaux
- Psychologie
- Réadaptation

## Source de la traduction
- (en) Cet article est partiellement ou en totalité issu de l’article de Wikipédia en anglais intitulé « Health Sciences University of Hokkaido » (voir la liste des auteurs).